# Гермес із немовлям Діонісом
37°38′38″ пн. ш. 21°37′47″ сх. д. / 37.64379° пн. ш. 21.62983° сх. д.

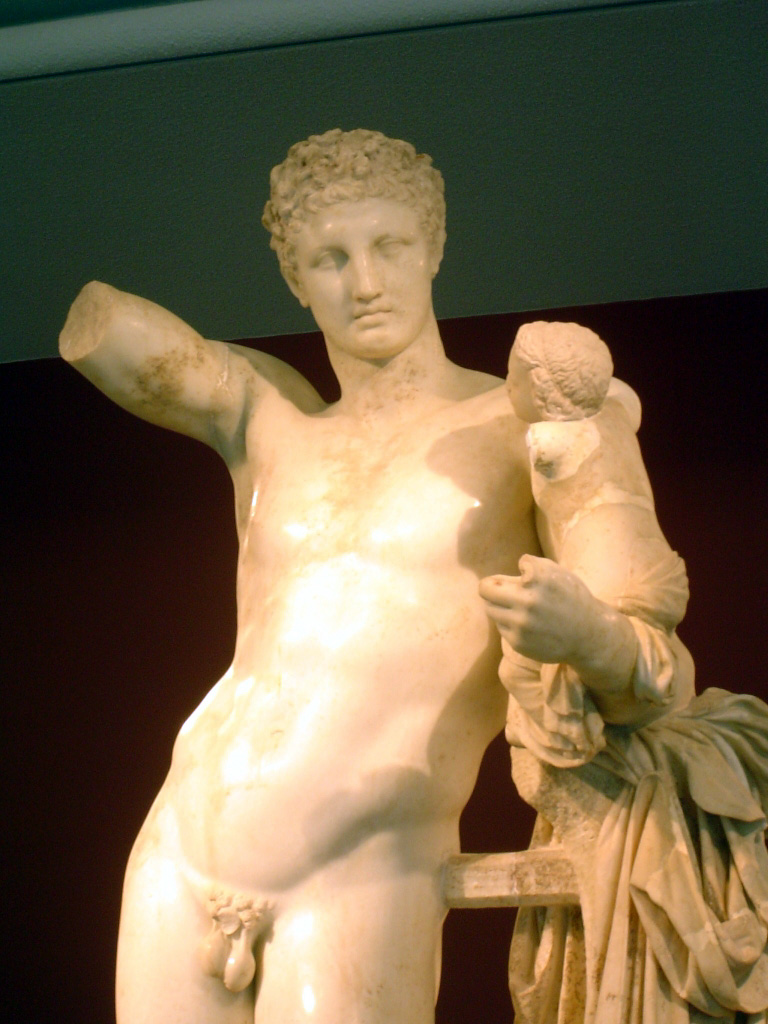
Гермес Праксітеля (деталі)

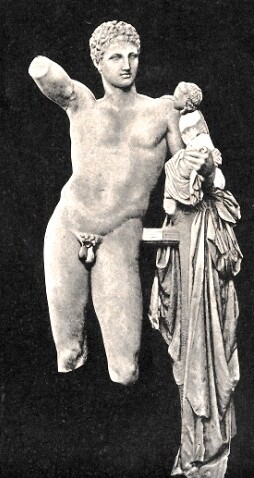
Гермес Праксітеля в нереставрованому стані

Гермес із немовлям Діонісом, або Гермес Олімпійський — мармурова група грецького бога Гермеса з хлопчиком Діонісом на руках. Його датують приблизно 340 роком до нашої ери.

## Короткий опис
Скульптура датується приблизно 300 роком до нашої ери і являє собою перехід від пізнього класичного періоду до раннього елліністичного періоду в грецькому мистецтві. Скульптуру приписують скульптору Праксітелю. Вона зберігається в музеї Олімпії. Нині до статуї додано нижні частини ніг. Статую знайдено 8 травня 1877 року під час розкопок у целлі храму Гери в Олімпії під керівництвом Густава Гіршфельда. Ця знахідка стала сенсацією в археології. Оскільки Павсаній (5, 17, 3) згадує про цю статую, виставлену в храмі Гери в Олімпії, можна припустити, що ця скульптурна група знайдена на своєму початковому місці.
Права нога і стовбур дерева підтримують композицію. Стовбур дерева з накинутою на нього мантією контрастує з гладеньким тілом бога. Ліва рука, що спирається на стовбур і тримає маленького Діоніса, відповідала піднятій правій руці, яка, ймовірно, простягала хлопчикові гроно винограду. Продуманість тіла, тобто поворот стегон і відношення опорної ноги до вільної як контрапункту, виявляє вплив класичної школи скульптури після Поліклета, тоді як пропорції ніг Гермеса демонструють стилістичний вплив Лісіппа, який був учнем Поліклета.
Ця скульптурна група була предметом багатьох суперечок з моменту свого відкриття. Деякі археологи припускають, що через розташування дерев'яної опори, складки шат та гладку відполіровану поверхню мармуру Гермес є римською копією грецького оригіналу. Дискусію розпочав Карл Блюмель у 1927 році. Його підхід привертає увагу насамперед тим, що він не лише включив у свою дискусію стилістичні аргументи, а й порушив технічні питання щодо скульптури. Оскільки він також був скульптором, ці спостереження мали особливу вагу. Однак інші дослідники підтверджують, що йдеться про грецький оригінал. Знайдену там само основу скульптури, на якій статуя стоїть у музеї Олімпії, дослідник архітектури Вільям Белл Дінсмур датує II або I століттям до нашої ери — значно раніше, ніж можна було б вважати статую римською копією. На питання про те, чи є скульптура грецьким оригіналом, немає остаточної відповіді, але наука нині більше схиляється до думки, що це справді оригінал Праксітеля.